# Învățarea prin dispozitive mobile (M-learning)
Învățarea prin intermediul dispozitivelor mobile (în engleză: M-learning = mobile learning), reprezintă metoda de livrare a învățării, educației sau sprijin prin intermediul dispozitivelor mobile. 
Noua tehnologie cum ar fi dispozitivele mobile, (telefoane mobile, tablete, etc.) au un rol important în redefinirea cum oamenii primesc informațiile. "Numeroase agenții, inclusiv Departamentul Apărării (Department of Defense- DoD), Departamentul pentru securitate internă (Department of Homeland Security- DHS), Comunitatea de informații și aplicarea legii, folosesc tehnologia mobilă pentru managementul informațiilor."
M-Learning reprezintă "învățarea dincolo de multiplele contexte, printre interacțiuni sociale și de conținut, folosind dispozitive electronice personale.  Este o formă a învățării  distante, unde utilizatorii învățării mobile folosesc dispozitive mobile în tehnologia educațională ca și metodă de confort în timpul lor propriu-zis. 

## Fundamentul M-learning
M-learning-ul include tehnologii de tipul dispozitivelor mobile precum:
- MP3 player
- Notebook-uri;
- Smartphone
- Tablete
- PDA-uri

Învățarea mobilă se concentrează pe mobilitatea celui care invăță, astfel, acesta interacționând cu tehnologii portabile (menționate mai sus). Utilizarea uneltelor mobile pentru crearea materialelor de învățare ajutătoare a devenit o parte importantă în învățarea informală.
Această învățare mobilă (mobile learning) este convenabilă și totodată accesibilă teoretic și practic de oriunde. Distribuirea informației este aproape instantanee între toți utilizatorii care folosesc același conținut și care conduce către un feedback și sfaturi instantanee. Acest proces înalt activ a dovedit creșterea în procentele promovării examenelor de la 50% pana la 70% și totodată reduce rata abandonului școlar în domenii tehnice cu un procent de 22%.
De asemenea, prin intermediul învățării mobile aduce odată cu ea, o puternică înlocuire a cărților și notițelor cu dispozitive în miniatură (telefonul mobil, notebook, tablete, etc.), dotate și adaptate cu conținut de învățare. 
Spre deosebire de învățarea clasică (cărți fizice), mobile learning-ul reprezintă și un mod rentabil de a învăța deoarece prețul conținutului digital este brusc într-o scădere în comparație cu media tradițională (cărți, DVD-uri, CD-uri educaționale). Spre exemplu, un manual în format digital costă o treime din jumătatea prețului unui manual tradițional (AFD,2012), având zero costuri marginale.
Una dintre posibilitățile oferite de această metodă de învățare, conform Fombona, Pascual-Sevillana și Gonz lez-Videgaray, este reprezentată de un acces mai mare și totodată diferit împreună cu inovații transcendente precum creșterea de activități informale:
- Iconic virtuale;
- Activități de divertisment;
- Afilierea la grupuri specifice
- Rețele prietenoase de interacțiune.

## Moduri de abordare

### Utilizarea în învățământ
Aplicațiile în săli de clasă și alte spații de învățare combină utilizarea computerelor portabile, PDA-uri, smartphone-uri în paralel cu alte sisteme resurse tradiționale. (Tremblay 2010) 
Dispozitivele mobile utilizate în sălile de clasă au scopul de a spori învățarea. Elevii/studenții sunt introduși în diferite grupe de colaborare prin diferite aplicații de comunicare care conțin diverse afișări interactive și caracteristici video.
- Tehnologiile mobile pot înlocui diverse resurse de învățare având o caracteristică greoaie, spre exemplu: manuale, notițe vizuale, prezentări tehnice.[9]
- Interactivitatea și multiplele modele tehnologice permite elevilor/studenților să manipuleze informația primită.
- Dispozitivele mobile dotate cu capacitate WIF permite accesul la informații mai ușor. [10]
- Accesul informațiilor de pe dispozitivele mobile oferă o continuă învățare în interiorul și exteriorul sălilor de curs.[11]

Într-o revizuire a unei literaturi de specialitate realizate de FutureLab, unde cercetătorii au descoperit că a crescut comunicarea, colaborarea, înțelegerea conceptelor ca și efect în urma utilizării mobile learning.

### Învățământul la distanță
Dispozitivele mobile pot fi utilizate pentru a stabili diverse setări online cu scopul de a spori învățarea. 
- Telefonul mobil poate fi folosit pentru învățământul la distanță sau pentru elevii/studenții ale căror cursuri sunt solicitate a fi mobile/online dar totodată și pentru a comunica informații legate de  rezultatele examenelor, activităților de curs, laborator cât și diverse modificări ale orarelor sau activităților materiilor presupuse.
- De asemenea, dispozitivele mobile facilitează comunicarea între studenți/elevi și profesori cât și între elev/student și elev/student. Aceste dispozitive fac posibilă și facilitează interacțiunea în timp real permițându-le elevilor/studenților un feedback imediat. Totodată, profesorii pot evalua un student utilizând aceste dispozitive mobile, furnizând în timp real progresul studenților/elevilor putând astfel ca profesorii să își adapteze stilul de predare. [14]

### Distribuirea informației (Podcasting)
Podcasting-ul constă în a asculta înregistrări audio și prelegeri. Acesta poate fi folosit pentru a revizui prelegerile live (Clark and Wescott 2007) și nu îl ultimul rând, pentru a oferi oportunități studenților/elevilor să repete diverse prezentări. Acestea, bineînțeles mai pot oferi informații suplimentare pentru a putea spori prelegerile tradiționale (McGarr 2009), (Steven & Teasley 2009). 
Aceste podcast-uri pot fi livrate folosind sindicalizarea, deși această metodă nu este ușor de adoptat. (Lee, Miller & Newman 2009).
Cercetătorii psihologici afirmă că studenții/elevii care descarcă aceste podcast-uri ating în mod substanțial note mai mare la examene decât cei care participă fizic în cadrul unui curs, excepție făcând doar cei care iau notițe. (Callaway & Ewen 2009)

## M-learning în cadrul job-ului
Învățarea mobilă în cadrul job-ului poate poate îmbrățișa diferite forme de învățare. Acesta a fost definit precum: "Procesul de învățare pentru a putea opera cu succes contexte noi, în continuă schimbare, incluzând învățarea acestora prin intermediul dispozitivelor mobile."

### Învățarea pentru job
Acesta poate fi descris "în caz de învățare", implicând activități de învățare formale precum: cursuri de instruire sau pregătirea pentru viitoarele sarcini de muncă. Aici vorbim despre aplicații mobile care sunt destinate să ofere angajaților aflați în diferite părți geografice cu scopul de a le oferi diferite pregătiri formale legate de diverse abordări ale postului aferent.
O altă metodă de învățare utilizată de către anumite companii aduc în discuție aplicații mobile care sunt menite să pregătească angajații companiei în diferite situații propice în caz de urgență. (SMS-uri de avertizare)

### Învățare prin job
Aceste se referă la învățarea informală la locul de muncă.  Angajații pot utiliza aplicații mobile pentru a remedia/rezolva probleme prin cadrul unor dispozitive de mână, spre exemplu, accesarea resurselor informaționale (liste de verificare și ghid de referință) importante pentru vizita unui client.  De asemnea, în cadrul unei companii învățarea prin muncă se realizează prin interacțiunea îndepărtată cu colegii prin intermediul telefonului (Skype, What's Up, Outlook for mobile, etc).

### Auto-învățare
Diversele abordări ale necesităților în viața de zi cu zi ne împing să ne mobilizăm către o învățare eficientă, fie ea de natură tradițională fie prin intermediul mobile learning.
Spre exemplu învățarea unei limbi străine (engleza-limbă vorbită la nivel internațional) reprezintă un atu atunci când vrem,în special să lucram în cadrul unei corporații sau mai ales atunci când călătorim. Pentru acest lucru, putem aborda fie un curs privat unde se asistă pe cale tradițională, adică prezența fizică în cadrul cursului unde acesta este asistat de către un lector, fie putem apela la un curs online, susținut de un dispozitiv mobil, fie el o tableta sau un computer portabil unde putem beneficia de diverse beneficii.

## Învățarea mobilă în jurul lumii

### Pakistan
În Pakistan, în cadrul școlii Rehan, fiind una dintre primele școli din această regiune care a oferit cursuri la distanță, putând fiind accesate de pe un telefon mobil. Aceste cursuri erau reprezentate de către o aplicație mobilă unde puteai avea acces la secvențe educaționale scurte care arată cum se pot scrie nume și cuvinte comune cât și transmiterea de concepte matematice și științifice. Această aplicație este redată de către diferite schițe ale unor personalități din televiziune, tocmai pentru a atrage atenția mai mare. Școala Rehan afirmă că peste 40.000 de persoane își urmează demonstrațiile lansate de aplicația mobilă însă aceștia cred cu siguranță că numărul de utilizatori este mai mare. 

### Papua Noua Guinee
În Papua Noua Guinee, profesorii au lansat un proiect numit SMS STORY unde aceștia spun că elevii și-au îmbunătățit practicile de citire, aceștia utilizând mesaje scrise și trimise prin SMS.

### Africa Sub-Sahariană
În Africa Sun-Sahariană profesorii ți studenții se confruntă cu o problemă serioasă în ceea ce privesc materialele didactice. Numărul de manuale disponibile este limitat, astfel foarte puțini studenți au acces la materialele didactice în clasă și la domiciliu. Având în vedere lipsa de manuale din multe școli africane, tabletele și telefoanele mobile sunt privite de guverne și de organizațiile internaționale ca o soluție pentru a oferi acces la materialele de învățare. Sistemul de evaluare și training mobil Tangerine, desfășurat în Kenya, își propune să ajute profesorii în activitățile lor de evaluare. Cu Tangerine, nivelul de lectură al elevului poate fi evaluat prin înregistrarea răspunsurilor elevului pe un telefon mobil sau pe o tabletă. Datele colectate de aplicație permit, de asemenea, compararea nivelurilor de învățare ale studenților în funcție de vârstă, arie geografică și sex.

## Analiză

### Valori

#### Valorile M-learning-ului
- M-learning-ul  mai accesibil decât învățarea tradițională;
- Poate fi utilizată pentru a diversifica tipurile de activități de învățare la care participă elevii;
- sprijină mai degrabă procesul de învățare decât integrarea acestuia;
- Poate fi un instrument util pentru elevii cu nevoi speciale;
- Poate fi proiectat pentru a combina procesul de luare a deciziilor în scenarii complexe de învățare cu evaluarea și evaluarea formativă.[24][25]

### Beneficii
- Oportunități relativ ieftine, deoarece costul dispozitivelor mobile este semnificativ mai mic decât PC-urile și laptopurile;
- Suport de învățare continuu și orientat;
- Scăderea costurilor de instruire;
- Potențial o experiență de învățare mai plină de satisfacții;
- Noi oportunități pentru instituțiile de învățământ tradiționale;
- Scăderea costurilor cu manualele;[26]
- Niveluri de alfabetizare îmbunătățite;[27]
- Accesul la conținutul personalizat.[28][29][30] [31]

### Provocări

#### Provocări tehnice
- Conectivitate și durata de viață a bateriei;
- Dimensiunea ecranului;[32]
- Costul investiție;[33]
- Memorie limitată; [34]
- Redefinirea materialelor existente de e-learning pentru platformele mobile;
- Standarde multiple, dimensiuni multiple de ecran, sisteme de operare multiple;
- Problemă de securitate a conținutului sau de drepturi de autor din grupul de creație.

#### Provocări sociale și educaționale
- Accesibilitate și bariere în calea costurilor pentru utilizatorii finali: diviziunea digitală;
- Cum să evaluați învățarea în afara sălii de clasă;
- Cum să sprijiniți învățarea în mai multe contexte;[35]
- Probleme de securitate sau încălcare a drepturilor de autor;
- Schimbări frecvente în modelele / tehnologiile / funcțiile dispozitivelor;
- Dezvoltarea unei teorii adecvate a învățării pentru vârsta mobilă;
- Diferențe conceptuale între e-learning și m-learning;
- Proiectarea tehnologiei pentru a susține o viață de învățare;[36] [37]
- Nicio restricție privind programul de învățare;
- Informații și conținut personal și privat;
- Nicio limită demografică;
- Perturbarea vieții personale și academice a studenților;[38]
- Riscul distragerii.[39][40]

### Evoluție
Domeniile actuale de creștere includ:
- Învățarea bazată pe locație și învățarea contextuală;
- Învățare mobilă în rețea socială;
- Jocuri educative mobile;
- Furnizarea m-Learning pentru telefoanele celulare utilizând mesageria SMS bidirecțională și celularele bazate pe voce (podcasting pentru telefoane cu evaluări interactive); [41]

## Legături externe
- Beneficiile cheie ale învățării mobile
- Pocket learning: tehnologiile mobile ca suport pentru învățare
- Învățarea din context pe dispozitive mobile inteligente
- Folosirea dispozitivelor mobile în educație Arhivat în 8 august 2020, la Wayback Machine.
- 5 tendințe de Mobile Learning pentru 2019 și impactul lor asupra L&D (Learning&Development)